# XIV arrondissement di Marsiglia
Il XIV arrondissement di Marsiglia (in francese 14e arrondissement de Marseille) è uno dei sedici arrondissement in cui è suddivisa la città francese.
Confina a nord con il comune di Septèmes-les-Vallons, ad est con il XIII arrondissement, sud con il III arrondissement e ad ovest con il XV arrondissement.
Fa parte della macroarea nota come Quartieri Nord (Quartiers nord in francese).
È suddiviso in sette quartieri ufficiali: Les Arnavaux, Bon Secours, Le Canet, Le Merlan, Saint-Barthélemy, Sainte-Marthe, Saint-Joseph